# Никулятское сельское поселение
Никулятское сельское поселение — муниципальное образование в составе Яранского район Кировской области России.
Административный центр — село Никулята. Особенностью сельского поселения является то, что более 50 % населения составляют марийцы северо-западной группы.

## История
Никулятское сельское поселение образовано 1 января 2006 года согласно Закону Кировской области от 07.12.2004 № 284-ЗО.

## Население
| 2010 | 2012 | 2013 | 2014 | 2015 | 2016 | 2017 |
| ---- | ---- | ---- | ---- | ---- | ---- | ---- |
| 560  | ↘527 | ↘516 | ↘485 | ↘465 | ↘427 | ↘410 |
| 2018 | 2019 | 2020 | 2021 |      |      |      |
| ↘389 | ↘371 | ↘352 | ↘312 |      |      |      |

## Состав сельского поселения
| № | Населённый пункт | Тип населённого пункта       | Население |
| - | ---------------- | ---------------------------- | --------- |
| 1 | Верхоижье        | деревня                      | 7         |
| 2 | Люметь-Поле      | деревня                      | 30        |
| 3 | Маловитлино 1    | деревня                      | 11        |
| 4 | Маловитлино 2    | деревня                      | 28        |
| 5 | Маловитлино 3    | деревня                      | 62        |
| 6 | Никулята         | село, административный центр | 384       |
| 7 | Ожиганово        | деревня                      | 1         |
| 8 | Юлей             | деревня                      | 37        |